# Psalm 114
Psalm 114 – jeden z utworów zgromadzonych w biblijnej Księdze Psalmów. W Septuagincie psalm ten wraz z Psalmem 115 stanowi jeden psalm o numerze 113.
Psalm 114 jest psalmem błagalnym. Podmiot liryczny prosi Boga o błogosławieństwo. Człowiek jest przekonany o swojej słabości i kruchości. Wierzy, że Pan może mu pomóc w walce z wrogami, jeżeli tylko ten będzie mu wierny.
Bóg uczy człowieka walki ze złem. Jest jego dobroczyńcą i dawcą zwycięstwa.